# 百戰天蟲 (遊戲)
《百戰天蟲》是由Team17开发并于1995年发布的2D炮术游戏。它是百戰天蟲系列的第一款游戏。这是一个回合制游戏，玩家控制一个蠕虫团队对抗由计算机或另一個玩家控制的其他蠕虫团队。玩家要做的就是使用各种武器消滅其他蠕虫团队。